# Быстрицкий, Евгений Константинович
Евгений Константинович Быстрицкий (род. 2 января 1948, Плявиняс) — советский и украинский учёный-философ

, доктор философских наук; с 1991 заведующий отделом философии культуры, этики и эстетики Института философии НАН Украины; в 1998—2017 годах — исполнительный директор Международного фонда «Возрождение» Джорджа Сороса.

## Биография
Родители Евгения Быстрицкого родом из Винницкой области. Отец — Быстрицкий Константин Никифорович (1904—1964), военный инженер-геодезист, участник Великой Отечественной войны; мать — Вера Михайловна (1908—1999), учительница средней школы.
В 1966—1968 годах Быстрицкий работал математиком-программистом Научно-исследовательского института Госплана УССР. В 1971—1976 годах он учился в Киевском государственном университете имени Тараса Шевченко на философском факультете. Перед обучением (1968—1970) отслужил срочную службу в армии Советского Союза. В 1981 году защитил диссертацию кандидата наук по теме «Научное познание и проблема понимания» (Институт философии АН СССР, Институт философии АН УССР). В 1991 году защитил диссертацию доктора наук по теме «Личность в мире культуры» (Институт философии Академии наук Украины).
В 1976—1979 годах — научный сотрудник Института философии Академии наук СССР в Москве. В 1979—1990 годах — научный сотрудник, с 1981 года — старший научный сотрудник Института философии АН УССР, Киев. В 1982—1991 годах — доцент Киевского университета имени Тараса Шевченко.
С 1991 года заведовал отделом философии культуры, этики и эстетики Института философии Академии наук Украины, Киев. В 1993—1998 годах — доцент Национального университета «Киево-Могилянская академия». В 1993—1998 годах работал редактором отдела политики и культуры, философии политики в журнале «Политическая мысль» (главный редактор Владимир Полохало). В 1994—1996 годах заведовал кафедрой культуры Украинской академии искусства. В 1994 году основал и стал первым президентом Украинского философского фонда. В 1998 году стал исполнительным директором Международного фонда «Возрождение», который входит в основанную Джорджем Соросом сеть Фондов Открытого Общества.
Автор более 80 научных работ, посвящённых исследованию научного познания, проблемы понимания, философии культуры, социальной и политической философии.
Награждён в 2017 году орден «За интеллектуальную отвагу», в 2018 году — орденом Свободы.

## Труды
- Быстрицкий Е. К. Научное познание и проблема понимания. — К.: Наук. думка, 1986. — 134 с.
- Быстрицкий Е. К. Феномен личности: мировоззрение, культура, бытие. — К.: Наук. думка, 1991. — 200 с.
- Бистрицький Є. Чому націоналізм не може бути наукою // Політична думка. — 1994. — № 2. — С.30—35.
- Бистрицький Є. Конфлікт культур та філософія толерантності // Журнал «Ї». — № 25 (2002).
- Бистрицький Є. Леґітимація як дієве філософське поняття // Філософська думка. — 2009. — № 5. — С.49—59.